# Сивашівська сільська рада
Сива́шівська сільська́ ра́да — адміністративно-територіальна одиниця та орган місцевого самоврядування в Новотроїцькому районі Херсонської області. Адміністративний центр — село Сивашівка.

## Загальні відомості
Сивашівська сільська рада утворена в 1964 році.
- Територія ради: 207,223 км²
- Населення ради: 1 404 особи (станом на 2001 рік)
- Водоймища на території, підпорядкованій даній раді: озеро Сиваш

## Населені пункти
Сільській раді підпорядковані населені пункти:
- с. Сивашівка
- с. Заозерне
- с. Овер'янівка
- с. Садове

## Склад ради
Рада складається з 16 депутатів та голови.
- Голова ради: Кулаков Олександр Володимирович
- Секретар ради: Зеленська Тетяна Олександрівна

### Керівний склад попередніх скликань
| Прізвище, ім'я, по батькові     | Основні відомості                                                                             | Дата обрання | Дата звільнення |
| ------------------------------- | --------------------------------------------------------------------------------------------- | ------------ | --------------- |
| Кулаков Олександр Володимирович | Сільський голова, 1955 року народження, член Соціал-демократичної партії України (об'єднаної) | 26.03.2006   | 31.10.2010      |
| Юдаєв Валерій Дмитрович         | Сільський голова, 1968 року народження, освіта вища, член Партії регіонів                     | 31.10.2010   | 18.03.2012      |
| Кулаков Олександр Володимирович | Сільський голова, 1955 року народження, освіта вища, член Партії регіонів                     | 18.03.2012   |                 |

Примітка: таблиця складена за даними сайту Верховної Ради України

### Депутати
За результатами місцевих виборів 2010 року депутатами ради стали:

#### За суб'єктами висування
| Суб'єкт висування | Кількість обраних депутатів | %    |
| ----------------- | --------------------------- | ---- |
| Партія регіонів   | 15                          | 93,8 |
| Самовисування     | 1                           | 6,3  |

#### За округами
| № округу        | Прізвище, ім'я, по батькові     | Дата визнання обраним | Освіта             | Партійна приналежність | Відомості про обраного депутата                         |
| --------------- | ------------------------------- | --------------------- | ------------------ | ---------------------- | ------------------------------------------------------- |
| Партія регіонів |                                 |                       |                    |                        |                                                         |
| 1               | Болдирєв Валерій Миколайович    | 31.10.2010            | середня            | член Партії регіонів   | тимчасово не працює                                     |
| 2               | Шот Людмила Василівна           | 31.10.2010            | середня            | член Партії регіонів   | Сивашівський ясла -садок, помічник вихователя           |
| 3               | Юдаєва Оксана Анатоліївна       | 31.10.2010            | вища               | член Партії регіонів   | тимчасово не працює                                     |
| 4               | Зеленська Тетяна Олександрівна  | 31.10.2010            | вища               | член Партії регіонів   | приватний підприємець                                   |
| 5               | Гордієнко Мирослава Анатоліївна | 31.10.2010            | вища               | член Партії регіонів   | Сивашівська сільська рада, касир                        |
| 7               | Россоха Олександр Анатолійович  | 31.10.2010            | середня            | позапартійний          | Новотроїцький райсількомунгосп, слюсар                  |
| 8               | Миронова Тетяна Валентинівна    | 31.10.2010            | середня            | член Партії регіонів   | Сивашівський ясла-садок, завідувачка                    |
| 9               | Стручаєва Валентина Миколаївна  | 03.11.2010            | середня            | член Партії регіонів   | Сивашівська загальноосвітня школа, комірник             |
| 10              | Климчук Валентина Василівна     | 31.10.2010            | вища               | член Партії регіонів   | Сивашівська сільська рада, секретар                     |
| 11              | Панайотова Ірина Григорівна     | 14.11.2010            | вища               | член Партії регіонів   | Сивашівська сільська рада, головний бухгалтер           |
| 12              | Ярмоленко Ірина Олександрівна   | 31.10.2010            | вища               | позапартійна           | тимчасово не працює                                     |
| 13              | Пасльон Микола Олександрович    | 31.10.2010            | середня            | член Партії регіонів   | приватний підприємець                                   |
| 14              | Сидельникова Наталія Петрівна   | 31.10.2010            | середня            | член Партії регіонів   | тимчасово не працює                                     |
| 15              | Чумаченко Наталія Олександрівна | 31.10.2010            | вища               | член Партії регіонів   | ПОСП «Тепло-Огарьовське», головний бухгалтер            |
| 16              | Переяленко Марина Олександрівна | 31.10.2010            | середня спеціальна | член Партії регіонів   | Заозерненський фельдшерсько-акушерський пункт, фельдшер |
| Самовисування   |                                 |                       |                    |                        |                                                         |
| 6               | Веретеник Альона Геннадіївна    | 31.10.2010            | вища               | член Партії регіонів   | Сивашівська загальноосвітня школа, секретар             |